# Ceratozamia latifolia
Ceratozamia latifolia е вид растение от семейство Замиеви (Zamiaceae). Видът е застрашен от изчезване.

## Разпространение
Разпространен е в Мексико.